# Rhinocypha humeralis
Rhinocypha humeralis – gatunek ważki z rodziny Chlorocyphidae. Występuje na Borneo i zachodnich Filipinach (Palawan i sąsiednie wyspy).